# Prospalta camerunica
Prospalta camerunica là một loài bướm đêm trong họ Noctuidae.